# Tony Joe White
Tony Joe White (Oak Grove, Luisiana, Estados Unidos; 23 de julio de 1943-Nashville, Tennessee, Estados Unidos, 24 de octubre de 2018) fue un cantante estadounidense, compositor y guitarrista, más conocido por su hit de 1969 «Polk Salad Annie» y por el estándar «Rainy Night in Georgia», que fue hecho popular por Brook Benton en 1970. También escribió «Steamy Windows» y «Undercover Agent for the Blues», ambos hits para Tina Turner en 1989; aquellas dos canciones fueron encargos del productor de Turner en aquella época, Mark Knopfler, amigo de White.

## Biografía
Fue el más joven de siete hermanos y creció en una granja de algodón cerca de Oak Grove, Luisiana. Primero empieza a actuar en bailes escolares y después de graduarse en el instituto actúa en clubs nocturnos en Texas y Luisiana.

### Años 1960 y 1970
En 1967, White firma con Monument Records, que tenía un estudio de grabación en Nashville, en el suburbio de Hendersonville, en Tennessee y producía música rock, country y rhythm and blues. Billy Swan era su productor.
En los siguientes tres años publicó cuatro singles sin éxito comercial en los EE. UU., a pesar de que «Soul Francisco» fue un hit en Francia. «Polk Salad Annie» había sido publicada nueve meses antes y considerada como un fracaso por su sello discográfico, cuando finalmente entró en las listas de Estados Unidos en julio de 1969. Sube hasta el Top Diez en agosto y logra finalmente el núm. 8, siendo el mayor éxito de White.
Su primer álbum de 1969 Black and White, fue grabado con los músicos de Muscle Shoals/Nashville, David Briggs, Norbert Putnam y Jerry Carrigan e incluía «Willie and Laura Mae Jones» y «Polk Salad Annie», junto con una versión del tema de Jimmy Webb «Wichita Lineman». «Willie and Laura Mae Jones» fue incluida por Dusty Springfield en su álbum Dusty en Memphis, también grabado en 1969.
En 1970 hace giras con Steppenwolf, Sly & the Family Stone, Creedence Clearwater Revival y otras actuaciones importantes, tocando en Francia, Alemania, Bélgica, Suecia y el Reino Unido.
En 1973 White apareció en la película Catch My Soul, una rock-ópera adaptación del Otelo de Shakespeare. Cantó cuatro canciones y compuso siete para este musical.
En septiembre de 1973 fue reclutado por el productor Huey Meaux para participar en Memphis en las sesiones del álbum de Jerry Lee Lewis, Raíces Del Sur. Estas sesiones de tres días reunieron a los originales MGs (Steve Cropper, Donald «Duck» Dunn y Al Jackson, Jr. de Booker T. and the MGs) por primera vez en tres años y también a Carl Perkins, Mark Lindsay (de Paul Revere & The Raiders) y Wayne Jackson más The Memphis Horns.

### Años 1980
De 1976 a 1983, White publicó tres álbumes más, cada uno en una discográfica diferente. Probando combinar su rock de pantano (swamp rock) con la música de discoteca popular en aquel tiempo, los resultados no tuvieron éxito y dejó su carrera como cantante, concentrándose en la composición de canciones.

### Años 1990 y retorno
En 1989 White produjo una pista del álbum Foreign Affair de Tina Turner, el resto del álbum fue producido por Dan Hartman. Tocó varios instrumentos en el álbum y también escribió cuatro canciones, incluyendo la canción de título y el hit «Steamy Windows». A raíz de esto, Roger Davies, quién era el mánager de Turner en esa época pasa a representarlo y obtiene un contrato nuevo con Polydor.
El álbum resultante de 1991 fue Closer to the Truth, que fue un éxito comercial. Publica dos álbumes más para Polydor: The Path of a Decent Groove y Lake Placid Blues el cual fue coproducido por Roger Davies.
En los años 1990, White visitó Alemania y Francia con Joe Cocker y Eric Clapton y en 1992 actúa en el Festival de Montreux.
En 1996 Tina Turner publicó la canción «On Silent Wings» escrita por White.

### Años 2000
En el año 2000, Hip-O Records publicaron One Hot July en los EE. UU., siendo su mejor lanzamiento en 17 años. Después la crítica aclamó The Beginning que apareció en Swamp Records en 2001, seguidos por Heroines, presentando varios dúos con vocalistas que incluyeron a Jessi Colter, Shelby Lynne, Emmylou Harris, Lucinda Williams y Michelle White, en el sello Sanctuary, en 2004 y el álbum Live from Austin, TX, grabado en Austin City Limits y publicado por New West Records en 2006. En 2004 White fue el artista invitado en un episodio del espectáculo de televisión Leyendas del Rock, producido por Megabien.
En 2007 publicó otro registro en vivo, Take Home the Swamp, así como la  recopilación Introduction to Tony Joe White. La cantante Elkie Brooks grabó una de sus canciones «Out of The Rain» en su álbum de 2005 Electric Lady. Su álbum titulado Uncovered fue publicado en septiembre de 2006 y presentó colaboraciones con Mark Knopfler, Michael McDonald, Eric Clapton y J.J. Cale.
En 2013 Tony Joe White firmó con Yep Roc Records y publica Hoodoo. La revista Mother Jones llamó al álbum «Steamy, Irresistible»  y Not Depresión anotó que Tony Joe White es «el rey real del pantano».  También actuó en vivo con Jools Holland en su debut en Londres, tocando canciones de Hoodoo. El 15 de octubre de 2014, ha aparecido en The Late Show with David Letterman junto a Foo Fighters para tocar «Polk Salad Annie».

### Muerte
Tony Joe White falleció el 24 de octubre de 2018 en la ciudad de Nashville (Tennessee) de un ataque cardíaco a la edad de 75 años. 

## Discografía
- 1969 – Black and White (Monument Records #18114)
- 1969 – Continued (Monument Records #18133)
- 1970 – Tony Joe (Monument Records #18142)
- 1971 – The Best of Tony Joe White (Monument Records #10000) – compilation of the three Monument albums.
- 1971 – Tony Joe White (Warner Bros. Records #1900)
- 1972 – The Train I'm On (Warner Bros. Records #2580)
- 1973 – Homemade Ice Cream (Warner Bros. Records #2708)
- 1973 – Catch My Soul – original soundtrack (Metromedia Records/RCA #BML1-0176)
- 1975 – The Best of Tony Joe White (Warner Bros. [UK] Records #56149) – compilation of the three Warner Bros. albums.
- 1976 – Eyes (20th Century Records #T-523)
- 1980 – The Real Thang (Casablanca Records #NB-7233)
- 1983 – Dangerous (Columbia Records #FC-38817)
- 1986 – Tony Joe White Live! (Dixie Frog [France] Records #DFG-8407) – a live recording from 1971.
- 1991 – Closer to the Truth (Remark Records/Polydor #511 386-2; also on Swamp Records #723-2)
- 1993 – The Path of a Decent Groove (Remark Records/Polydor #519 938-2)
- 1993 – The Best of Tony Joe White Featuring Polk Salad Annie (Warner Bros. Records #45305) – CD compilation
- 1995 – Lake Placid Blues (Remark Records/Polydor #527 530-2)
- 1997 – Collection (RDM Festival [Australia] Records #D-31737) – compilation
- 1998 – Live in Europe 1971 (Wise Buy Records #WB-885972; also on Delta Music #MCPS-23114) – a release of earlier live and possibly bootleg concert material.
- 1998 – Groupie Girl (Movieplay/Intermusic #MPG 74023) – another release of earlier live and possibly bootleg concert material.
- 1999 – One Hot July (Remark Records/Polydor #558 894-2; reissued on Hip-O Records/Mercury #562 720-2)
- 2000 – Greatest Hits And More (Polydor [Netherlands] Records #541 396-2) – 2CD compilation
- 2000 – Tony Joe White in Concert (Brilliant [UK] Records #BT-33053) – a live recording from 1969 or 1970. *** NOTE: this material has also been issued as 'Hard To Handle' on Fruit Tree [Italy] Records #FT-836; as 'Polk Salad Annie Live' on Wonderful Music Of [Netherlands] Records #90382; and as 'Night of the Moccasin' (#250022) and 'Take Home The Swamp' (#250096) on Music Avenue [Belgium] Records.
- 2001 – The Beginning (Swamp Records #5520; reissued on Audium Records/Koch #8139)
- 2002 – Snakey (Swamp Records #70724 21; also on Munich [Netherlands] Records #MRCD-241)
- 2003 – Dangerous Eyes (Raven [Australia] Records #RVCD-159) – CD reissue/compilation of 1976's Eyes and 1983's Dangerous.
- 2004 – The Heroines (Sanctuary Records #06076 86366-2)
- 2006 – Live From Austin TX (New West Records #NW-6092) – a live recording from 1980.
- 2006 – Uncovered (Swamp Records #70724 38; also on Munich [Netherlands] Records #MRCD-279)
- 2006 – Swamp Music: The Complete Monument Recordings (Rhino Handmade Records #RHM2 7731) – limited edition 4-CD box set compilation
- 2008 – Live At The Basement (ZYX/Pepper Records #PEC-20392) – a live recording from 2002.
- 2008 – Deep Cuts (Swamp Records #70834; also on Munich [Netherlands] Records #MRCD-295)
- 2010 – The Shine (Swamp Records #7220; also on Munich [Netherlands] Records #MRCD-323)
- 2010 – That on the Road Look "Live" (Rhino Handmade Records #RHM2 542696) – reissue of the Dixie Frog release.
- 2010 – Live in Amsterdam (Munich [Netherlands] Records #MRCD-325) – CD & DVD combo
- 2011 – Tony Joe White Collection (Cargo [Germany] Records #87121 770583 10) – 3CD compilation
- 2012 – Collected (Universal [Poland] Music #6007 533767 06) – 3CD compilation
- 2013 – Hoodoo (Yep Roc Records #2348)
- 2016 - "Rain Crow" (Yep Roc Records #2450)
- 2018 - “Bad Mouthin’”. Yep Roc.